# 塞勒姆鎮區 (堪薩斯州塞奇威克縣)
塞勒姆鎮區（英語：Salem Township）為美國堪薩斯州塞奇威克縣轄下的鎮區。2010年美国人口普查中此鎮區人口有9,486人。

## 地理
塞勒姆鎮區涵蓋總面積為83.2平方（32.14平方英里），其中陸地面積為82.6平方（31.91平方英里），水域面積為0.60平方（0.23平方英里）或0.72%。海拔高度378（1,240英尺）。

## 人口統計
根據2010年美國人口普查，塞勒姆鎮區人口有9,486人，其中男性有4,704人，女性有4,782人，人口密度為每平方公里114.00人，住房計3,705戶。鎮區內的白人有8,877人，非裔美國人有68人，美洲原住民有107人，亞裔美國人有38人，太平洋島裔美國人有3人，其他種族有103人，混血種族則有290人。此外鎮區內有396人為西班牙裔或拉丁裔美國人。此鎮區之年齡中位數為37.1歲，而男性年齡中位數為36.7歲，女性年齡中位數為37.4歲。

## 交通

### 主要公路
- 35號州際公路
- 81號美國國道
- 53號堪薩斯州州道